# جایزه بزرگ بلژیک ۱۹۶۰
جایزه بزرگ بلژیک ۱۹۶۰ (انگلیسی: ‎1960 Belgian Grand Prix‎) یک مسابقهٔ موتوری در رشتهٔ اتومبیل‌رانی فرمول یک بود که در تاریخ ۱۹ ژوئن ۱۹۶۰ در اسپا-فرانکورشان واقع در اسپا، بلژیک برگزار شد. این گراند پری در میان ۱۰ گراند پری در فصل ۱۹۶۰، مسابقهٔ شمارهٔ ۵ بود.
در این مسابقه که در ۳۶ دور و به مسافت ۵۰۸٫۳۲ کیلومتر (۳۱۵٫۸۵۵ مایل) برگزار شد، پول پوزیشن توسط جک برابام کسب شد و سریع‌ترین زمان برای طی یک دور پیست که برابر با ۳:۵۱٫۹ بود نیز به‌طور مشترک توسط جک برابام، اینس ایرلند و فیل هیل به ثبت رسید.
جک برابام از تیم کوپر-کلیمکس، بروس مک‌لارن از تیم کوپر-کلیمکس و اولیویه جاندبین از تیم کوپر-کلیمکس به‌ترتیب مقام‌های اول تا سوم مسابقه را کسب کردند.

## رده‌بندی قهرمانی پس از مسابقه
|       | جایگاه | راننده        | امتیاز |
| ----- | ------ | ------------- | ------ |
|       | ۱      | بروس مک‌لارن   | ۲۰     |
| ۲     | ۲      | جک برابام     | ۱۶     |
| ۱     | ۳      | استیرلینگ ماس | ۱۱     |
| ۱     | ۴      | جیم رتمان     | ۸      |
|       | ۵      | اینس ایرلند   | ۷      |
| منبع: |        |               |        |

|       | جایگاه | سازنده       | امتیاز |
| ----- | ------ | ------------ | ------ |
|       | ۱      | کوپر-کلیمکس  | ۳۰     |
|       | ۲      | لوتوس-کلیمکس | ۱۷     |
|       | ۳      | فراری        | ۱۵     |
|       | ۴      | بی‌آرام       | ۶      |
|       | ۵      | کوپر-مازراتی | ۳      |
| منبع: |        |              |        |

یادداشت
- تنها پنج جایگاه نخست از هر رده‌بندی نمایش داده شده‌است.